# Marc Barbezat
Marc Barbezat (* 26. November 1913 in Lyon; † 26. April 1999 ebenda) war ein französischer Verleger, Publizist und Apotheker. Im Jahr 1940 gründete er als Herausgeber die Literaturzeitschrift l’Arbalète (Die Armbrust) und einen Verlag gleichen Namens.

## Leben
Geboren in Lyon, gelangte Marc Barbezat im Jahr 1930 an die Spitze des Pharmaunternehmens seines Vaters in Décines-Charpieu, heute das Chemieunternehmen Gifrer-Barbezat. Nachdem er zu Beginn des Zweiten Weltkriegs in Richtung Front mobilisiert worden war, rief der begeisterte Leser 1940 in Lyon das Magazin l’Arbalète ins Leben, dessen Verlagsräume er in den folgenden Jahren in das 6. Arrondissement, 8 Rue Godefroy, verlegte. Die umfasste bis 1948 insgesamt 13 Ausgaben, mit Autoren wie Antonin Artaud, Mouloudji, Michel Leiris, Paul Claudel, Raymond Queneau, Jean-Paul Sartre, Ernest Hemingway, Henri Michaux und Louis-René des Forêts. Die von Marc Barbezat und Olga Kechelievitch edierten Ausgaben von l’Arbalète wurden vor allem durch die Veröffentlichung der ersten Bücher von Jean Genet bekannt. Marc Barbezat veröffentlichte insgesamt elf Texte Genets, einschließlich Notre-Dame-des-Fleurs, Miracle de la rose, L’Enfant criminel, ehe ein Streit sie trennte und der Schriftsteller ab 1966 mit den Éditions Gallimard zusammenarbeitete.
Barbezat heiratete die Schauspielerin Olga Kechelievitch.
Marc Barbezat war der Entdecker und erste Herausgeber Jean Genets, des Verfassers von Notre-Dame-des-Fleurs, le Miracle de la rose, les Poèmes de 1948, les Bonnes, le Balcon, les Nègres, les Paravents und ein lebenslanger Freund des Autors.